# 애리조나주의 대학 목록
다음은 미국 애리조나주의 대학 목록이다.
- 애리조나 주립 대학교
- 노던 애리조나 대학교
- 애리조나 대학교
- 풀러 신학교
- 미드웨스턴 대학교
- 그랜드캐니언 대학교
- 피닉스 대학교

## 같이 보기
- 미국의 대학 목록
- 대학 목록